# 김정한 (수학자)
김정한(1962년 7월 20일~)은 대한민국의 수학자이다.
연세대학교에서 물리학과 수리물리를 전공하였고, 미국 러트거스 대학교(뉴저지 주립 대학교)에서 수학으로 박사학위를 받았다. 그 후 카네기 멜론 대학, 벨 연구소, 마이크로소프트 리서치를 거쳐 연세대학교 수학과 교수로 재직하다가 2013년부터 고등과학원 수학부 교수로 재직하고 있다.
연구 분야는 조합론과 계산수학이며 주요 연구 업적으로는 램지의 정리에서 R(3,t)의 값이 {\displaystyle \Theta (t^{2}/\log t)}의 점근식을 가진다는 것을 증명한 것 이 널리 알려져있다. 이 업적으로서 1997년 풀커슨 상을 수상하였다.

## 참고 문헌
1. ↑  Jeong Han Kim, "The Ramsey Number R(3,t) has order of magnitude t^2/log t", Random Structures and Algorithms 7 (1995), 173-207.
2. ↑  1997 Fulkerson Prize, AMS